# Croton ciliatoglandulifer
Espèce
Classification APG III (2009)
Croton ciliatoglandulifer est une espèce de plantes à fleurs du genre Croton et de la famille des Euphorbiaceae, présente du sud des États-Unis d'Amérique jusqu'en Amérique centrale et aux Caraïbes.

## Synonymes
- Croton penicillatus Vent.
- Croton pulcherrimus Willd. ex Schltdl.
- Croton ciliatoglandulosus Steud.
- Oxydectes ciliatoglandulosa (Steud.) Kuntze
- Croton chaetodus Urb.
- Croton fuertesii Urb.
- Croton chaetodus var. gonavensis Urb.